# V-31
La V-31 o Pista de Silla és l'autovia d'accés de la ciutat de València pel sud, i pertany a la Xarxa estatal de carreteres de l'Estat Espanyol que és competència del Ministeri de Foment.

## Història
La V-31 anteriorment formava part de la N-332 que uneix València amb Alacant, Cartagena i Almeria, en aquest tram estava desdoblada. Posteriorment, el tram que va de Silla a València fou reanomenada com V-31.

## Traçat actual
La V-31 serveix d'accés sud a València, l'autovia té una longitud de 13 quilòmetres, tot i que té tres carrils per a cada sentit en la major part del seu recorregut, en alguns trams arriba a tindre'n cinc. No obstant això, té un alt volum de trànsit, atès que també serveix d'accés als polígons industrials que hi ha al seu trajecte i les grans poblacions de l'Horta Sud. Comença el seu recorregut en l'enllaç amb la A-7 que es dirigeix a Albacete i Alacant per l'interior, i l'AP-7 que es dirigeix a Alacant per la costa. A continuació circumval·la la població de Silla i continua en direcció nord vorejant les poblacions de Beniparrell, Albal, Catarroja, Massanassa, Alfafar i Sedaví. Continua enllaçant amb la V-30 i finalitza el seu recorregut a l'avinguda d'Ausiàs March, a la ciutat de València.

## Recorregut
| Velocitat                    | Esquema                  | Eixida  | Sentit València (descendent)       | Sentit Silla (ascendent)     | Carretera          |
| ---------------------------- | ------------------------ | ------- | ---------------------------------- | ---------------------------- | ------------------ |
| Limitació a 80               | Final d'autovia i enllaç |         | Inici de la V-31                   | Final de la V-31             | A-7 AP-7           |
| Limitació de velocitat a 120 | Sortida-entrada autovia  | 3       | Silla Alcàsser Picassent           | Silla Alcàsser Picassent     | CV-4110 VP-3065    |
| Limitació a 100              | Autovia o autopista      |         | Revolt perillós a la dreta         | Revolt perillós a l'esquerra |                    |
| Limitació de velocitat a 120 | Sortida-entrada autovia  |         | Control de velocitat               |                              |                    |
| Limitació de velocitat a 120 | Sortida-entrada autovia  | 5       |                                    | Beniparrell                  | CV-4007            |
| Limitació a 100              | Autovia o autopista      |         | Revolt perillós a l'esquerra       | Revolt perillós a la dreta   |                    |
| Limitació a 100              | Sortida-entrada autovia  | 6       |                                    | Silla                        | CV-4008            |
| Limitació de velocitat a 120 | Final d'autovia i enllaç | 7       | Albacete Beniparrell Albal Torrent | Albal Beniparrell Torrent    | CV-30              |
| Limitació de velocitat a 120 | Sortida-entrada autovia  | 8       | Catarroja                          |                              |                    |
| Limitació de velocitat a 120 | Sortida-entrada autovia  | 9       | Massanassa                         | Massanassa                   |                    |
| Limitació de velocitat a 120 | Sortida-entrada autovia  | 10      | El Saler Zona comercial Alfafar    | Zona comercial               | CV-401             |
| Limitació de velocitat a 120 | Sortida-entrada autovia  | 11      | Castellar Oliveral Sedaví          | Castellar Sedaví             | CV-407             |
| Limitació a 80               | Intercanviador           | 12AB/13 | Port Madrid Barcelona              | Madrid Aeroport Port         | V-30               |
| Limitació de velocitat a 40  | Final d'autovia          |         | Final de la V-31                   | Inici de la V-31             | Avda. Ausiàs March |